# Hatake
Hatake (はたけ), de son vrai nom Toshiaki Hatakeyama (畠山俊昭, Hatakeyama Toshiaki), est un guitariste, compositeur et producteur de musique japonais, né le 17 août 1968. Il est représenté par l'agence Up-Front Agency, et est notamment connu comme guitariste du groupe Sharam Q aux côtés de Tsunku.